# Seide (Gattung)
Seide oder auch Teufelszwirn (Cuscuta) ist die einzige Gattung der Tribus Cuscuteae (früher auch deutsch Cuscuten genannt) innerhalb der Pflanzenfamilie der Windengewächse (Convolvulaceae). Weitere deutsche Trivialnamen sind Jungfernhaar, Kletterhur, Schmarotzerseide und Hexenseide. Die über 200 Arten sind fast weltweit verbreitet, sie ernähren sich parasitisch von anderen Pflanzenarten. Die Textilfaser Seide ist eine tierische Faser und hat mit den Pflanzenarten dieser Gattung nur den Namen gemeinsam. Der lateinische Name cuscuta (ursprünglich für Flachs-Seide, daneben möglicherweise auch für andere Cuscuta-Arten) kommt wahrscheinlich aus dem Arabischen und ist verwandt mit griechisch kadytas (‚Schmarotzerpflanze‘).

## Beschreibung

### Vegetative Merkmale

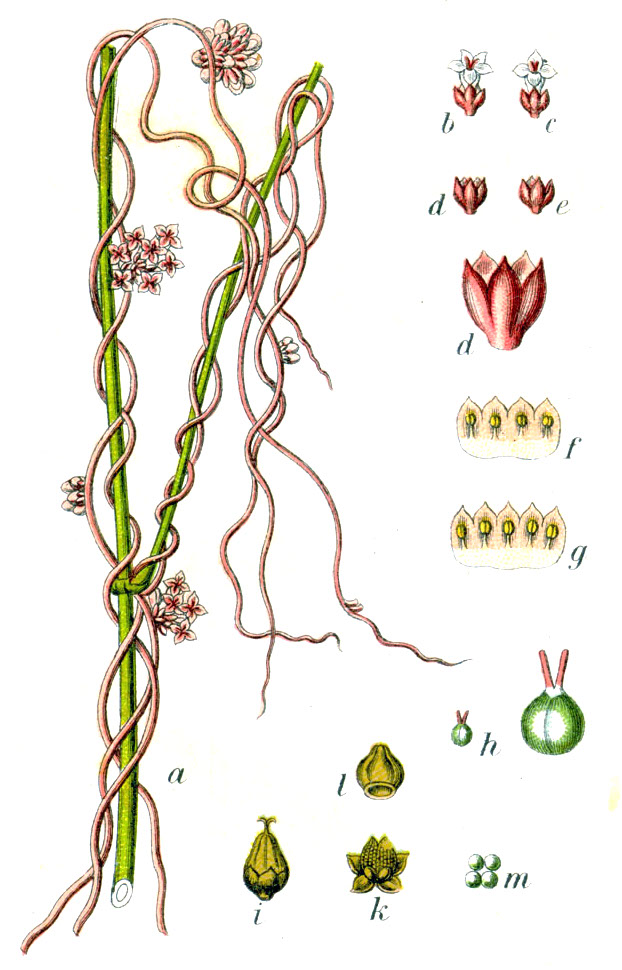
Illustration der Nessel-Seide (Cuscuta europaea)

Die Arten der Gattung Seide (Cuscuta) wachsen als linkswindend kletternde und praktisch wurzellose, einjährige krautige Pflanzen. Sie sind Vollschmarotzer, die ohne Kontakt mit dem Boden auf den Wirtspflanzen wachsen. Über Haustorien, die sich entlang der schlingenden Sprossachse bilden, sind sie mit dem Wirt verbunden und entziehen ihm alle benötigten Nährstoffe. Ist der Wirt ausdauernd, können sie gelegentlich auch selbst ausdauernd wachsen. Die Stängel sind fadenartig und grünlich, gelb, orange oder rötlich gefärbt. Die eigentlich wechselständig stehenden Laubblätter sind so stark reduziert, dass sie meist nicht auszumachen oder nur als etwa 2 mm große Schuppen ausgeprägt sind.
Eine Wurzel besitzen die Pflanzen nicht. Lediglich nach dem Keimen des Samens wird noch eine reduzierte Wurzel ausgebildet. Nachdem der Keimling eine passende Wirtspflanze gefunden hat, verwelkt diese Wurzel aber. Findet der Keimling innerhalb seiner ersten Tage keine Wirtspflanze, so stirbt er.

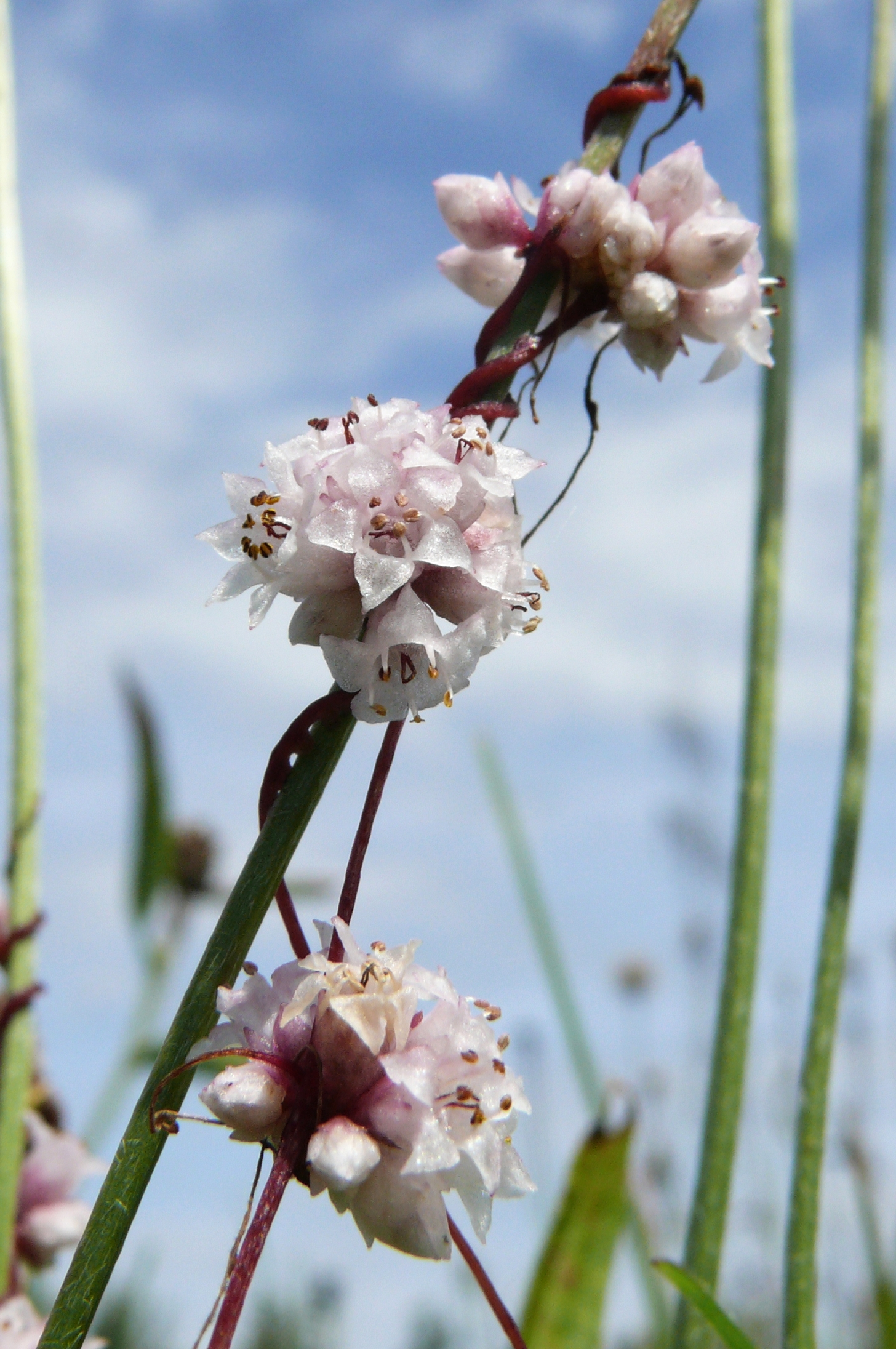
Untergattung Cuscuta: Quendel-Seide (Cuscuta epithymum)

### Blütenstände und Blüten
Meist sind die Blütenstände Zymen, die auch köpfchen- oder rispenförmig sein oder auch nur aus einer einzelnen Blüte bestehen können. Die Blütenstände können von bis zu drei Tragblättern begleitet werden.
Die Blüten sind zwittrig, radiärsymmetrisch und meist vier- oder fünfzählig. Die meist mehr oder weniger cremeweiß gefärbten Kelchblätter sind teilweise miteinander verwachsen, stehen aber auf 2/5 bis 3/5 der Länge frei voneinander. Die Krone ist meist mehr oder weniger weiß; die Kronröhre ist becherförmig bis zylindrisch und kann unterhalb der Kronzipfel mit einem Wulst oder horizontalen Rippen versehen sein. Der Kelch und oft auch die Krone sind an der Frucht beständig, wobei die Krone dann welkt.
Zwischen den Staubblättern befinden sich meist schuppenförmige Lappen, die aufrecht oder zurückgebogen sein können. Der Fruchtknoten ist oberständig, hat zwei Fruchtkammern mit je zwei Samenanlagen. Die zwei Griffel stehen meist frei voneinander und sind an der Frucht beständig, die zwei Narben sind meist kugelig geformt.

### Früchte und Samen
Die kugel- bis eiförmigen Kapselfrüchte springen nicht oder unregelmäßig auf oder öffnen sich nur selten über einen Ringriss nahe der Basis. Zwischen den Griffeln kann sich eine unauffällige Öffnung befinden, in diesem Bereich sind die Früchte oftmals verdickt und/oder erhaben. Die Früchte enthalten einen bis vier Samen. Die Samen haben, wenn sie gequollen sind, eine papillöse Oberfläche, die beim Trocknen honigwabenartig wird.

## Systematik

### Äußere Systematik
Cuscuta ist die einzige parasitische Gattung in der Familie der Windengewächse. Frühere Bearbeiter haben das Taxon daher zum Teil in eine eigene Familie Seidengewächse (Cuscutaceae) gestellt. Nach der Systematik der Angiosperm Phylogeny Group wird Cuscuta weiterhin innerhalb der Convolvulaceae geführt. Untersuchungen mit Hilfe molekulargenetischer Methoden bestätigen diese Klassifizierung. Cuscuta ist die einzige Gattung der Tribus Cuscuteae innerhalb der Familie der Convolvulaceae.

### Innere Systematik
Zur Gattung Seide (Cuscuta) gehören über 200 Arten, die in drei Untergattungen eingeteilt werden. Die etwa 25 Arten der Untergattung Cuscuta charakterisieren sich durch zwei Griffel gleicher Länge, die vollständig frei voneinander stehen und konisch in langgestreckte Narben übergehen. Die größte Artenanzahl weist die Untergattung Grammica mit mindestens 135 bis 140 Arten auf. Die Arten besitzen zwei frei voneinander stehende, unterschiedlich lange Griffel, die in kurzen, oftmals kugelförmigen Narben enden. Die etwa neun Arten der Untergattung Monogyna besitzen teilweise oder komplett verwachsene Griffel mit kugelförmigen oder langgestreckten Narben. Die folgende Liste basiert auf der World Checklist of Selected Plant Families, Saša Stefanović und Mihai Costea 2008 sowie Miguel A. Garciá und María P. Martín 2007, Abweichungen und Ergänzungen dazu sind mit Einzelnachweisen gekennzeichnet.
| Untergattung Cuscuta Sektion Pachystigma Engelm. - Cuscuta africana Willd.: Sie kommt in der Capensis vor. - Cuscuta angulata Engelm.: Sie kommt von der Kapprovinz bis KwaZulu-Natal vor. - Cuscuta natalensis Baker: Sie kommt im südlichen Afrika vor. - Cuscuta nitida E.Mey. ex Choisy: Sie kommt von der Kapprovinz bis KwaZulu-Natal vor. Sektion Cleistococca Engelm. - Cuscuta capitata Roxb.: Sie kommt vom südlichen europäischen Russland bis zum Altai und zum westlichen Himalaja vor. Sektion Epistigma Engelm. - Cuscuta haussknechtii Yunck.: Sie kommt im südwestlichen Iran vor. - Cuscuta kotschyana Boiss.: Sie kommt von der Türkei bis Zentralasien und Pakistan vor. - Cuscuta pedicellata Ledeb.: Sie ist in Nordafrika, Mittel- sowie Westasien und im südöstlichen Russland verbreitet. - Cuscuta pulchella Engelm.: Sie kommt im Irak und in Afghanistan vor. Sektion Cuscuta - Cuscuta abyssinica A.Rich.: Sie kommt im nordöstlichen tropischen Afrika vor. - Cuscuta approximata Bab. (Syn.: Cuscuta rhodesiana Yunck.): Sie kommt in Makaronesien, vom Mittelmeergebiet bis Sibirien und Indochina, von Eritrea bis Sambia, auf der Arabischen Halbinsel, in Nordamerika und in der Karibik vor. - Cuscuta atrans Feinbrun: Sie kommt in Kreta vor. - Cuscuta babylonica Aucher ex Choisy: Sie kommt von der Türkei bis Zentralasien und Afghanistan vor. - Cuscuta balansae Boiss. & Reut. ex Yunck.: Sie kommt von den Inseln der Ägäis bis Westasien und der Arabischen Halbinsel, in Angola und auf Sokotra vor. - Cuscuta brevistyla A.Braun ex A.Rich.: Sie kommt von den Kanarischen Inseln bis Tibet vor. - Cuscuta castroviejoi M.A.García: Sie kommt in Äthiopien und vielleicht auch in Somalia vor. - Flachs-Seide (Cuscuta epilinum Weihe): Sie kommt ursprünglich vom Iran bis Zentralasien vor. - Quendel-Seide (Cuscuta epithymum (L.) L.): Sie kommt von Europa bis ins nordwestliche China und im Makaronesien vor. - Nessel-Seide (Cuscuta europaea L.): Sie kommt von den gemäßigten Zonen Eurasiens bis ins nördliche Indien vor. - Cuscuta kurdica Engelm.: Sie kommt von der östlichen Türkei bis Afghanistan vor. - Cuscuta nivea M.A.García: Sie kommt in Spanien, Algerien und vielleicht auch in Marokko vor. - Cuscuta palaestina Boiss.: Sie kommt vom östlichen Mittelmeergebiet bis zum westlichen Iran vor. - Cuscuta pellucida Butkov: Sie kommt vom südlichen europäischen Russland bis Zentralasien vor. - Cuscuta planiflora Ten. (Syn.: Cuscuta pretoriana Yunck.): Sie kommt vom Mittelmeergebiet bis ins nordwestliche Indien, in Makaronesien, von Eritrea bis in südliche Afrika und in Madagaskar vor. - Cuscuta rausii M.A.García: Sie kommt auf Karpathos vor. - Cuscuta somaliensis Yunck.: Sie kommt vom nordöstlichen tropischen Afrika bis Simbabwe und im Jemen vor. - Cuscuta triumvirati Lange: Sie kommt in Marokko, Algerien und in der spanischen Sierra Nevada vor. Untergattung Monogyna Engelm. ex Yunck. - Cuscuta japonica Choisy: Sie kommt von Indochina bis Ostasien vor. - Cuscuta lehmanniana Bunge: Sie kommt vom nordöstlichen Iran bis Zentralasien und dem nordwestlichen China vor. - Pappel-Seide (Cuscuta lupuliformis Krock.): Sie kommt von Europa bis Pakistan und zur Mongolei vor. - Cuscuta monogyna Vahl: Sie kommt von Europa bis Pakistan und zur Mongolei und im nordwestlichen Afrika vor. Untergattung Grammica (Lour.) Yunck. - Cuscuta acuta Engelm.: Sie kommt im westlichen Südamerika in Ecuador inklusive Galapagos und im westlichen Peru vor. - Cuscuta australis R.Br. - Cuscuta bifurcata Yunck.: Sie kommt im südlichen Afrika vor. - Cuscuta boldinghii Urb.: Sie kommt von Mexiko bis Costa Rica und von Florida bis zu den Inseln der Karibik vor. - Cuscuta burrellii Yunck.: Sie kommt in Brasilien vor. - Cuscuta californica Hook. & Arn.: Sie kommt in drei Varietäten von den Vereinigten Staaten bis ins nordwestliche Mexiko vor. - Nordamerikanische Seide (Cuscuta campestris Yunck.) - Cuscuta ceanothi Behr (Syn.: Cuscuta subinclusa Durand & Hilg.): Sie kommt Von Oregon bis ins nordwestliche Mexiko vor. - Cuscuta cephalanthi Engelm.: Sie kommt in Nordamerika vor. - Cuscuta chapalana Yunck.: Sie kommt im südwestlichen Mexiko vor. - Cuscuta chilensis Ker Gawl.: Sie kommt von Argentinien bis Chile vor. - Cuscuta chinensis Lam. (Syn.: Cuscuta applanata Engelm.): Sie kommt in zwei Varietäten im tropischen Afrika, in Madagaskar, von Asien bis Australien und von den USA bis Mexiko vor. - Cuscuta cockerellii Yunck.: Sie kommt in Peru vor. - Cuscuta colombiana Yunck. (Syn.: Cuscuta aristeguietae Yunck.) - Cuscuta compacta Juss. ex Choisy: Sie kommt in den zentralen und östlichen Vereinigten Staaten vor. - Cuscuta corniculata Engelm.: Sie kommt in Kolumbien, Venezuela und Brasilien vor. - Cuscuta coryli Engelm.: Sie kommt in Kanada und in den USA vor. - Cuscuta corymbosa Ruiz & Pav.: Sie kommt von Mexiko bis Venezuela und Bolivien vor. - Cuscuta costaricensis Yunck.: Sie kommt von Mexiko bis Costa Rica und in Venezuela vor. - Cuscuta cotijana Costea & I.García: Sie kommt nur in Mexiko vor. - Cuscuta cozumeliensis Yunck.: Sie kommt vom südöstlichen Mexiko bis Guatemala vor. - Cuscuta cristata Engelm.: Sie kommt vom südlichen Brasilien bis ins nördliche Argentinien vor. - Cuscuta cuspidata Engelm. & A.Gray: Sie kommt in den USA vor. - Cuscuta decipiens Yunck.: Sie kommt in Mexiko vor. - Cuscuta deltoidea Yunck. (Syn.: Cuscuta serruloba Yunck.): Sie kommt im südwestlichen Mexiko vor. - Cuscuta denticulata Engelm.: Westliche USA und nordwestliches Mexiko. - Cuscuta desmouliniana Yunck.: Nordwestliches Mexiko. - Cuscuta erosa Yunck.: Arizona bis nordwestliches Mexiko. - Cuscuta foetida Kunth: Sie kommt in zwei Varietäten im westlichen Südamerika vor. - Cuscuta friesii Yunck.: Argentinien. - Cuscuta glabrior (Engelm.) Yunck.: New Mexico bis Oklahoma und nordöstliches Mexiko. - Cuscuta globiflora Engelm.: Peru bis nordwestliches Argentinien. - Cuscuta globulosa Benth.: Mexiko und Karibik. - Cuscuta glomerata Choisy: Zentrale und östliche USA. - Cuscuta gracillima Engelm.: Mexiko bis Costa Rica. - Cuscuta grandiflora Kunth: Von den Anden bis ins nordwestliche Argentinien. - Cuscuta gronovii Willd. ex Schult.: Sie kommt ursprünglich in drei Varietäten in Kanada, den USA und auf Hispaniola vor. - Cuscuta gymnocarpa Engelm.: Galapagos-Inseln. - Cuscuta harperi Small: Nordwestliches Alabama. - Cuscuta haughtii Yunck.: Ecuador bis Peru. - Cuscuta howelliana P.Rubtzov: Kalifornien. - Cuscuta hyalina Roth ex Schult.: Äthiopien bis südliches Afrika, Kapverden, Türkei und Afghanistan bis zum indischen Subkontinent. - Cuscuta incurvata Progel: Südöstliches Brasilien und Paraguay. - Cuscuta indecora Choisy: Sie kommt in vier Varietäten von den USA bis Kolumbien und in der Karibik vor. - Cuscuta jalapensis Schltdl.: Mexiko bis Guatemala. - Cuscuta kilimanjari Oliv.: Sie kommt in drei Varietäten von Äthiopien bis ins südliche Afrika und auf Madagaskar vor. - Cuscuta leptantha Engelm.: USA bis nordwestliches Mexiko. - Cuscuta liliputana Costea & Stefanović: Arizona bis Texas. - Cuscuta lindsayi Wiggins: Mexiko. - Cuscuta macrocephala Schaffner ex Yuncker: Nördliches und westliches Mexiko. - Cuscuta macvaughii Yunck.: Südwestliches Mexiko. - Cuscuta micrantha Choisy: Sie kommt in drei Varietäten in Chile vor. - Cuscuta microstyla Engelm.: Chile bis westliches Argentinien. - Cuscuta mitriformis Engelm. ex Hemsl.: Arizona bis New Mexico und Mexiko. - Cuscuta nevadensis I.M.Johnst.: Nevada. - Cuscuta obtusiflora Kunth: Sie kommt in zwei Unterarten und zwei Varietäten von den USA bis ins tropische Amerika, in Eritrea und in Indochina vor. - Cuscuta occidentalis Millsp.: Westliche USA und nordwestliches Mexiko. - Cuscuta odontolepis Engelm.: Südliches Arizona bis nördliches Mexiko. - Cuscuta odorata Ruiz & Pav.: Sie kommt in vier Varietäten von Ecuador bis Brasilien und ins südliche Südamerika vor. - Cuscuta paitana Yunck.: Peru. - Cuscuta parodiana Yunck.: Südliches Bolivien bis nordwestliches Argentinien. - Cuscuta partita Choisy: Karibik bis tropisches Südamerika. - Cuscuta parviflora Engelm.: Brasilien. - Cuscuta pentagona Engelm.: Nordamerika bis Belize, dazu Kuba. - Cuscuta plattensis A.Nelson: Wyoming. - Cuscuta platyloba Progel: Bolivien bis Brasilien und nordöstliches Argentinien. - Cuscuta polyanthemos Schaffner ex Yuncker: Nordwestliches Mexiko. - Cuscuta polygonorum Engelm.: Östliches Kanada bis zentrale und östliches USA. - Cuscuta potosina Schaffner ex S.Watson: Mexiko. - Cuscuta prismatica Pav. ex Choisy: Ecuador. - Cuscuta punana Costea & Stefanović: Ecuador. - Cuscuta purpurata Phil.: Chile. - Cuscuta purpusii Yunck.: Nordöstliches Mexiko. - Cuscuta racemosa Mart.: Sie kommt in drei Varietäten in Brasilien vor. - Cuscuta rostrata Shuttlew. ex Engelm. & A.Gray: Östlich-zentrale USA. - Cuscuta rugosiceps Yunck.: Mexiko bis Guatemala. - Cuscuta runyonii Yunck.: Südliches Texas. - Cuscuta salina Engelm.: Südliche USA bis nordwestliches Mexiko. - Cuscuta sandwichiana Choisy: Hawaii. - Cuscuta sidarum Liebm.: Südliches Mexiko bis Costa Rica, Venezuela. - Cuscuta squamata Engelm.: Südliche USA bis nordöstliches Mexiko. - Cuscuta stenolepis Engelm.: Ecuador bis Peru. - Cuscuta strobilacea Liebm.: Mexiko bis Mittelamerika. - Cuscuta suaveolens Ser.: Südliches Brasilien bis südliches Südamerika. - Cuscuta suksdorfii Yunck.: Washington bis Kalifornien. - Cuscuta tasmanica Engelm.: Südliches Australien. - Cuscuta tinctoria Mart. ex Engelm. (Syn.: Cuscuta aurea Liebm., Cuscuta floribunda Kunth): Sie kommt in vier Varietäten in Mexiko und Guatemala vor. - Cuscuta tuberculata Brandegee: Südliches Arizona bis südliches New Mexico und nordwestliches Mexiko. - Cuscuta umbellata Kunth: Sie kommt in zwei Varietäten von Colorado bis Mexiko, von Panama bis zum nördlichen Südamerika, in der Karibik, im nordöstlichen Brasilien und in Paraguay vor. - Cuscuta umbrosa Beyr. ex Hook.: Kanada und USA. - Cuscuta vandevenderi Costea & Stefanović: Mexiko. - Cuscuta veatchii Brandegee: Baja California. - Cuscuta victoriana Yunck.: Australien. - Cuscuta warneri Yunck.: Westliches Utah bis zentrales New Mexico. - Cuscuta werdermannii Hunz.: Chile. - Cuscuta woodsonii Yunck.: Mexiko und Panama. - Cuscuta xanthochortos Mart. ex Engelm.: Sie kommt in vier Varietäten vom südlichen Brasilien bis zum nordöstlichen Argentinien vor. - Cuscuta yucatana Yunck.: Sie kommt von Mexiko bis Guatemala vor. Weitere Arten vorläufig ohne systematische Zuordnung - Cuscuta acutiloba Engelm.: Peru und Bolivien. - Cuscuta alata Brandegee: Nördliches Mexiko. - Cuscuta alatiloba Yunck.: Nordwestliches Argentinien. - Cuscuta americana L.: Tropisches und subtropisches Amerika. - Cuscuta andina Phil.: Chile bis nordwestliches Argentinien. - Cuscuta appendiculata Engelm.: Südliches Afrika. - Cuscuta argentinana Yunck.: Nordwestliches Argentinien. - Cuscuta azteca Costea & Stefanović: Arizona bis New Mexico und Mexiko. - Cuscuta basarabica Buia: Rumänien und Ukraine. - Cuscuta bella Yunck.: Peru. - Cuscuta blepharolepis Welw. ex Hiern: Guinea und Angola. - Cuscuta boliviana Yunck.: Sie kommt in zwei Varietäten von Bolivien bis zum südlichen Brasilien und dem nördlichen Argentinien vor. - Cuscuta bonafortunae Costea & I.García: Mexiko. - Cuscuta brachycalyx (Yunck.) Yunck.: Westliche USA. - Cuscuta bracteata Engelm.: Brasilien. - Cuscuta bucharica Palib.: Zentralasien. - Cuscuta callinema Butkov: Zentralasien. - Cuscuta camelorum Pavlov: Kasachstan. - Cuscuta carnosa Costea & I.García: Nordöstliches Mexiko. - Cuscuta cassytoides Nees ex Engelm.: Äthiopien bis südliches Afrika und Madagaskar. - Cuscuta chittagongensis Sengupta, M.S.Khan & Huq: Bangladesch. - Cuscuta choisiana Yunck.: Mexiko. - Cuscuta convallariiflora Pavlov: Zentralasien. - Cuscuta dentatasquamata Yunck.: Mexiko. - Cuscuta draconella Costea & Stefanović: USA. - Cuscuta durangana Yunck.: Nordöstliches Mexiko. - Cuscuta elpassiana Pavlov: Zentralasien. - Cuscuta exaltata Engelm.: Florida und Texas. - Cuscuta ferganensis Butkov: Zentralasien. - Cuscuta flossdorfii Hicken: Nördliches Argentinien. Es gibt vier Varietäten. - Cuscuta gennesaretana Sroëlov ex Feinbr. & S.Taub: Sie kommt in Palästina und im Gebiet von Syrien und Libanon vor. - Cuscuta gerrardii Baker: KwaZulu-Natal. - Cuscuta gigantea Griff.: Iran bis Zentralasien und Himalaja. Es gibt zwei Varietäten. - Cuscuta globosa Ridl.: Nordöstliches Brasilien. - Cuscuta goyaziana Yunck.: Brasilien. - Cuscuta hitchcockii Yunck.: Peru. - Cuscuta iguanella Costea & I.García: Mexiko. - Cuscuta insolita Costea & I.García: Mexiko. - Cuscuta insquamata Yunck.: Sie kommt in zwei Varietäten vom südlichen Bolivien bis zum nordwestlichen Argentinien vor. - Cuscuta jepsonii Yunck.: Kalifornien. - Cuscuta karatavica Pavlov: Kasachstan. - Cuscuta lacerata Yunck.: Mexiko. - Cuscuta legitima Costea & Stefanović: Arizona bis Kansas und nördliches Mexiko. - Cuscuta letourneuxii Trab.: Algerien. - Cuscuta longiloba Yunck.: Paraguay. - Cuscuta lophosepala Butkov: Zentralasien. - Cuscuta lucidicarpa Yunck.: Peru. - Cuscuta macrolepis R.C.Fang & S.H.Huang: Tibet. - Cuscuta maroccana Trab.: Marokko. - Cuscuta membranacea Yunck.: Nördliches Argentinien. - Cuscuta mesatlantica Dobignard: Marokko. - Cuscuta mexicana Yunck.: Mexiko. - Cuscuta montana Costea & Stefanović: Mexiko. - Cuscuta obtusata (Engelm.) Trab.: Südliche Türkei. - Cuscuta orbiculata Yunck.: Brasilien. - Cuscuta ortegana Yunck.: Mexiko. - Cuscuta pacifica Costea & Stefanović: Sie kommt in zwei Varietäten vom westlichen Kanada bis ins nordwestliche Mexiko vor. - Cuscuta palustris Yunck.: Mexiko. - Cuscuta pamirica Butkov: Zentralasien. - Cuscuta pauciflora Phil.: Chile bis südliches Argentinien. - Cuscuta peruviana Yunck.: Peru. - Cuscuta pusilla Phil. ex Yunck.: Chile. - Cuscuta reflexa Roxb.: Sie kommt in zwei Varietäten von Afghanistan bis Indochina und auf Java vor. - Cuscuta rojasii Hunz.: Bolivien bis Paraguay. - Cuscuta rostricarpa Yunck.: Algerien. - Cuscuta rotundiflora Hunz.: Nordwestliches Argentinien. - Cuscuta rubella Yunck.: Peru. - Cuscuta ruschanica Yunusov: Zentralasien. - Cuscuta rustica Hunz.: Chile. - Cuscuta santapaui Banerji & S.Das: Nepal und Assam. - Cuscuta scandens Brot.: Mitteleuropa bis zum Mittelmeergebiet, tropisches und südliches Afrika, Madagaskar und Himalaja bis Korea. - Cuscuta schlechteri Yunck.: Kamerun. - Cuscuta serrata Yunck.: Brasilien. - Cuscuta sharmanum Mukerjee & P.K.Bhattach.: Indien. - Cuscuta stenocalycina Palib.: Zentralasien. - Cuscuta syrtorum Arbajeva: Zentralasien. - Cuscuta tatei Yunck.: Zentrales Australien. - Cuscuta timida Costea & Stefanović: Mexiko. - Cuscuta timorensis Decne. ex Engelm.: Java bis zu den Kleinen Sundainseln, Neukaledonien. - Cuscuta tolteca Costea & Stefanović: Mexiko und Guatemala. - Cuscuta trichostyla Engelm.: Panama und nördliches Brasilien. - Cuscuta violacea Rajput & Syeda: Pakistan. - Cuscuta volcanica Costea & I.García: Sie kommt im südwestlichen Mexiko vor. - Cuscuta yunckeriana Hunz.: Sie kommt in Argentinien vor. |

## Geschichte

### Historische Abbildungen

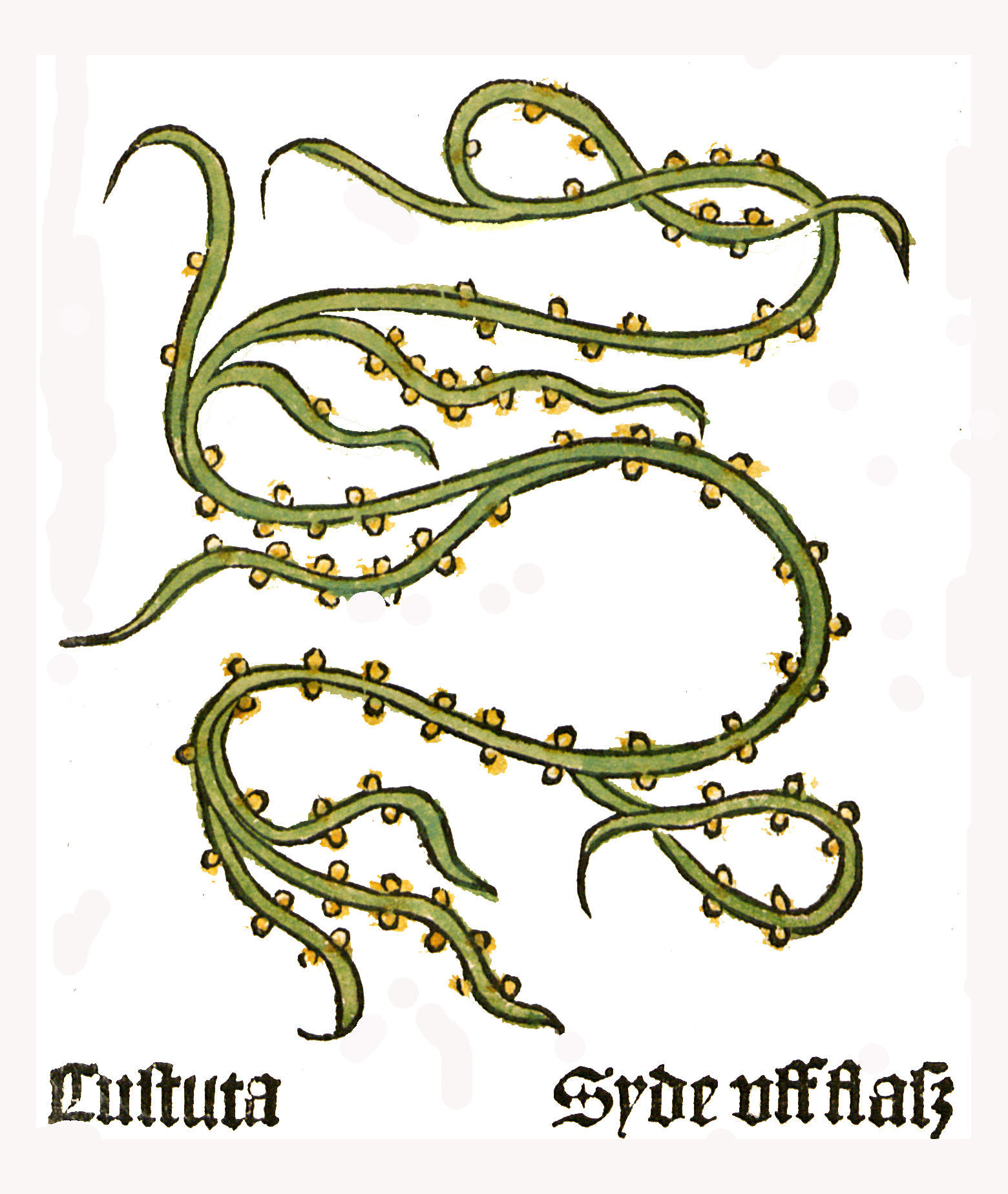
Herbarius Moguntinus 1484
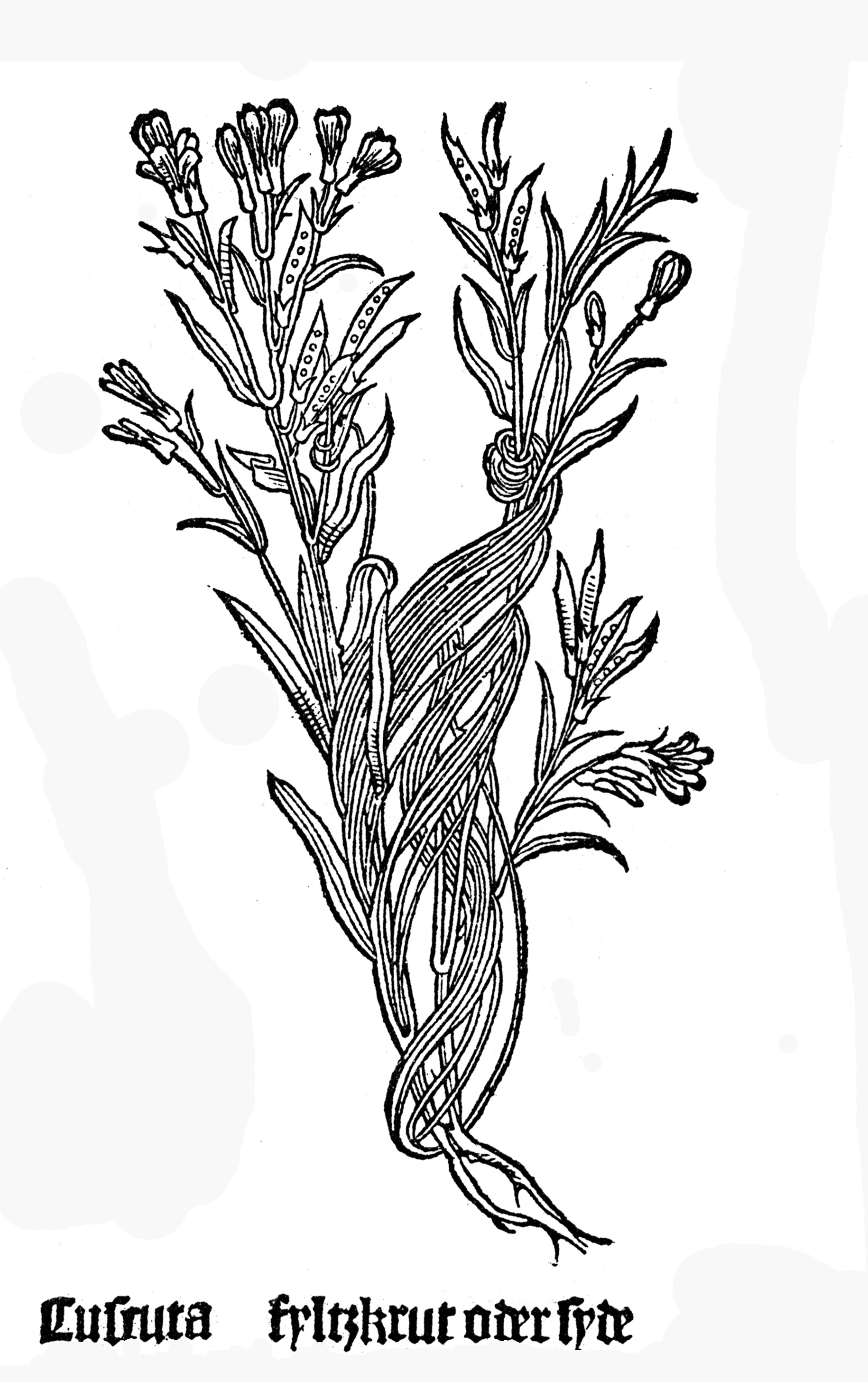
Gart der Gesundheit 1485
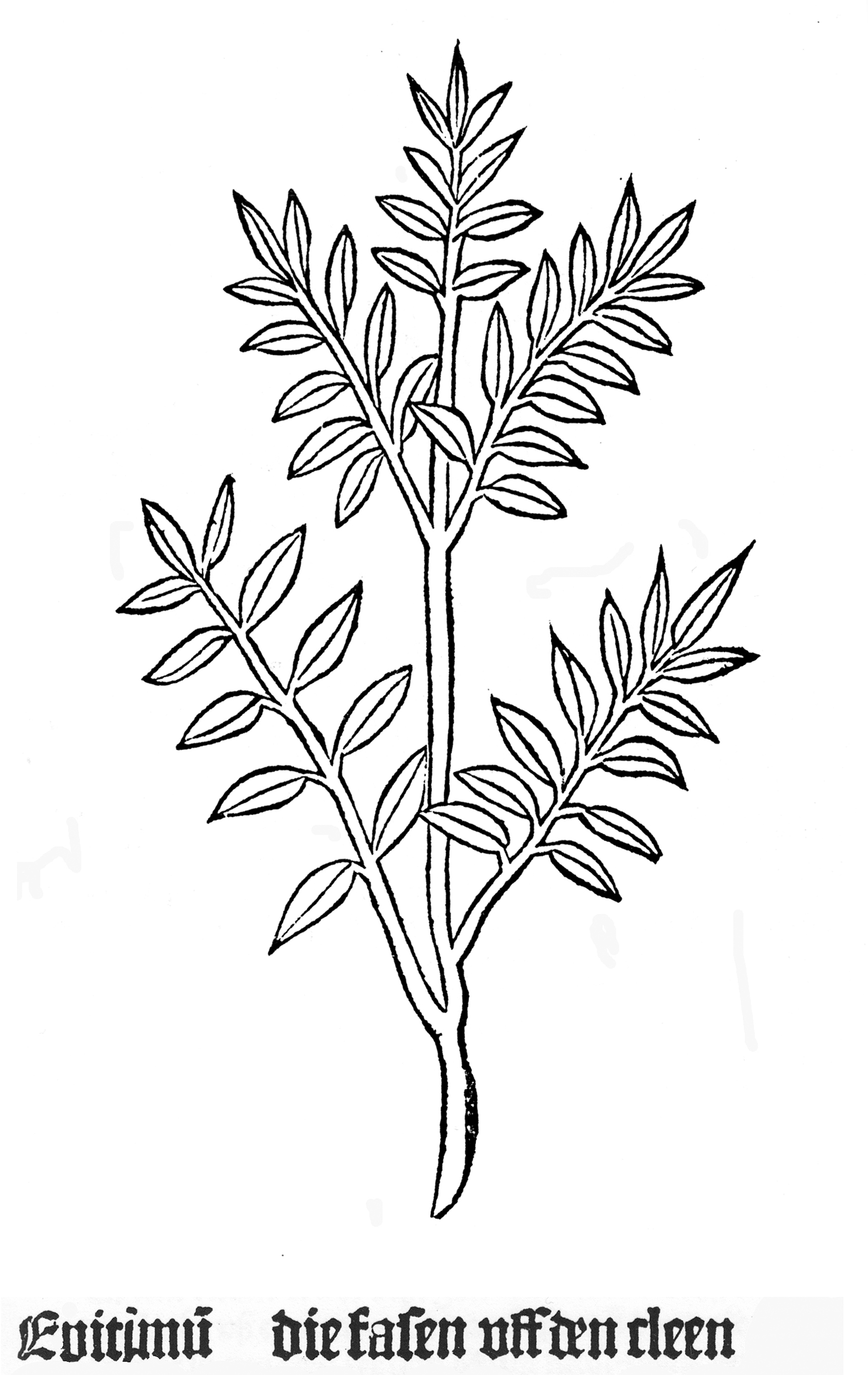
Gart der Gesundheit 1485
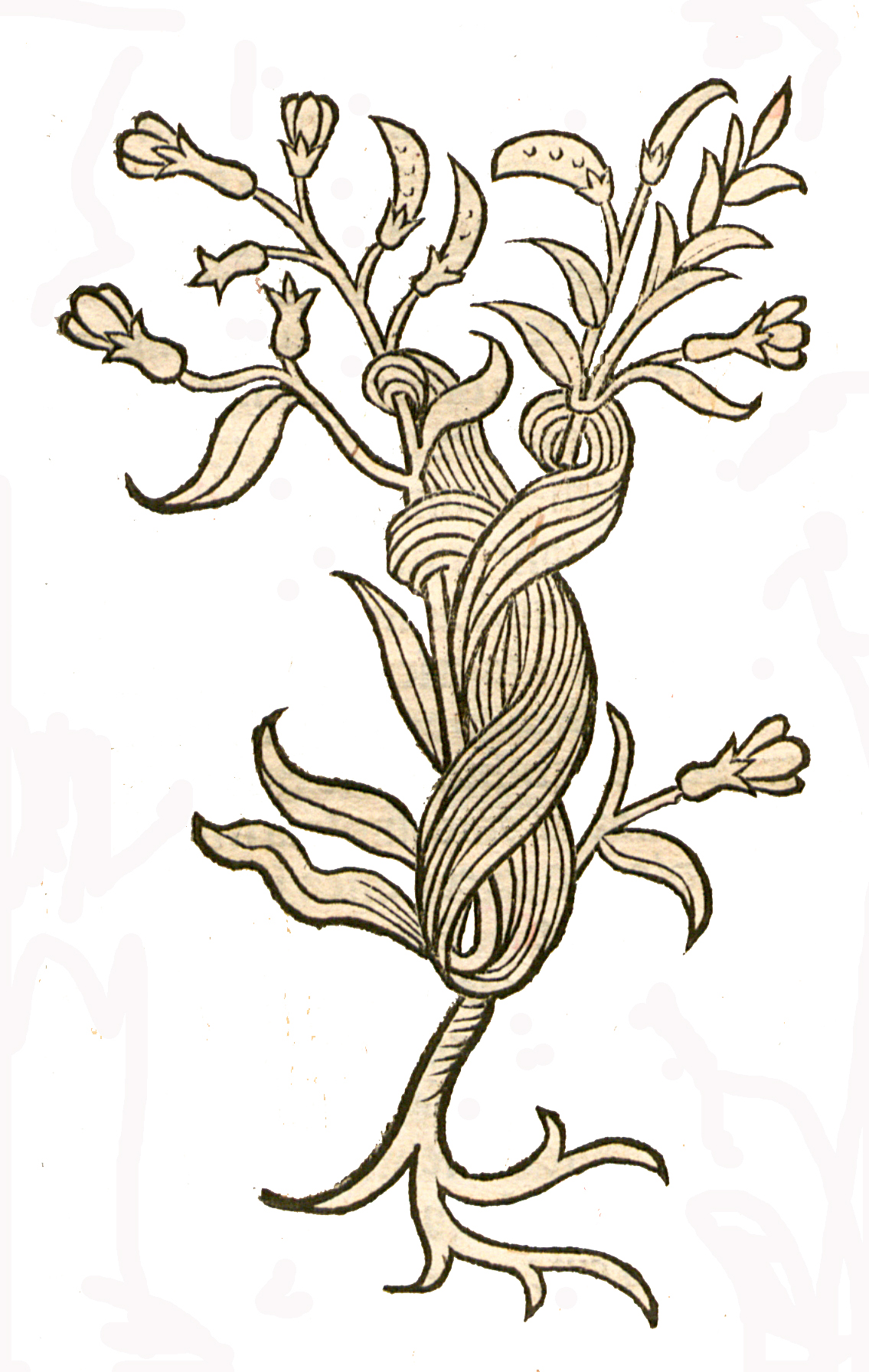
Hortus sanitatis 1491
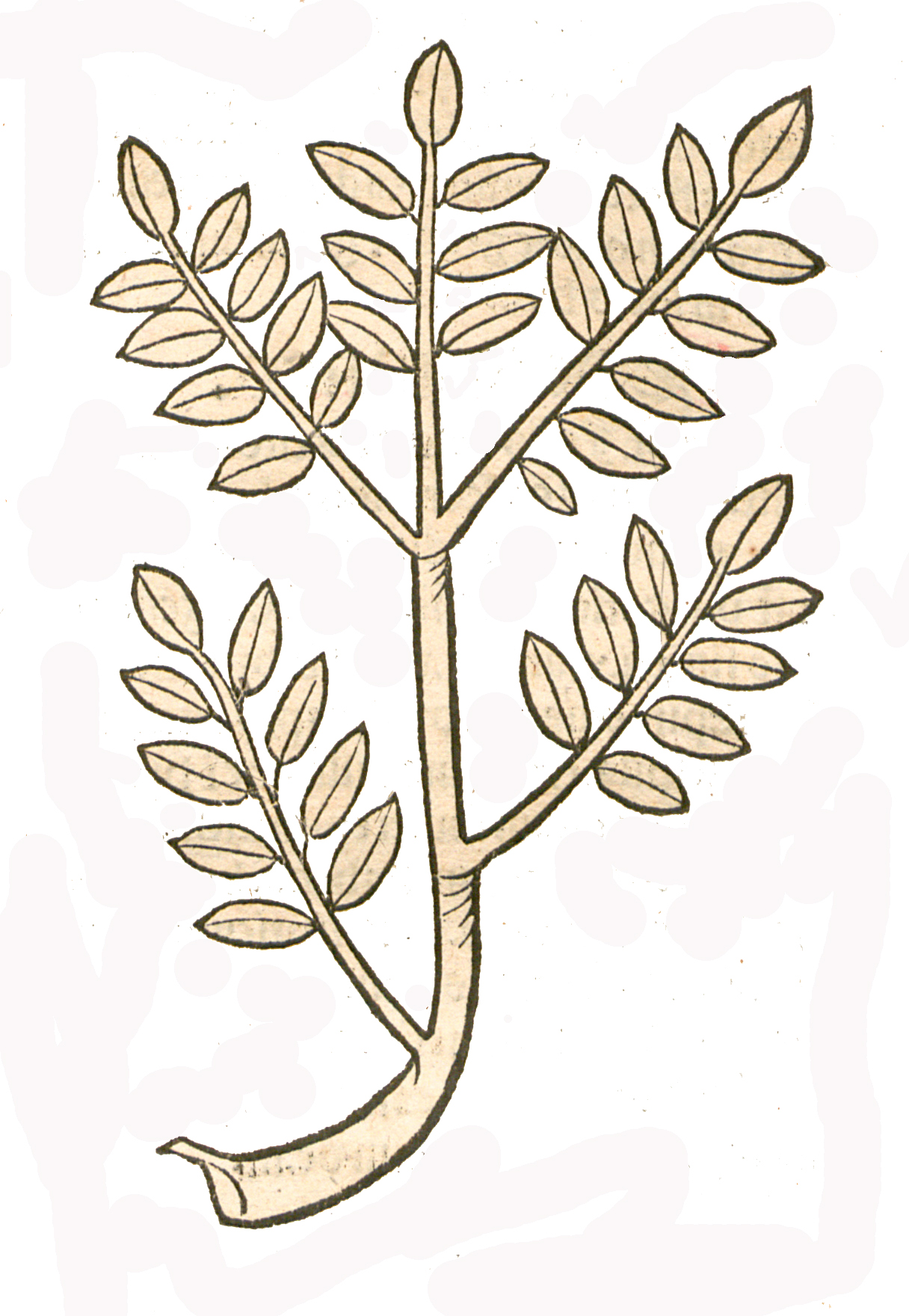
Hortus sanitatis 1491

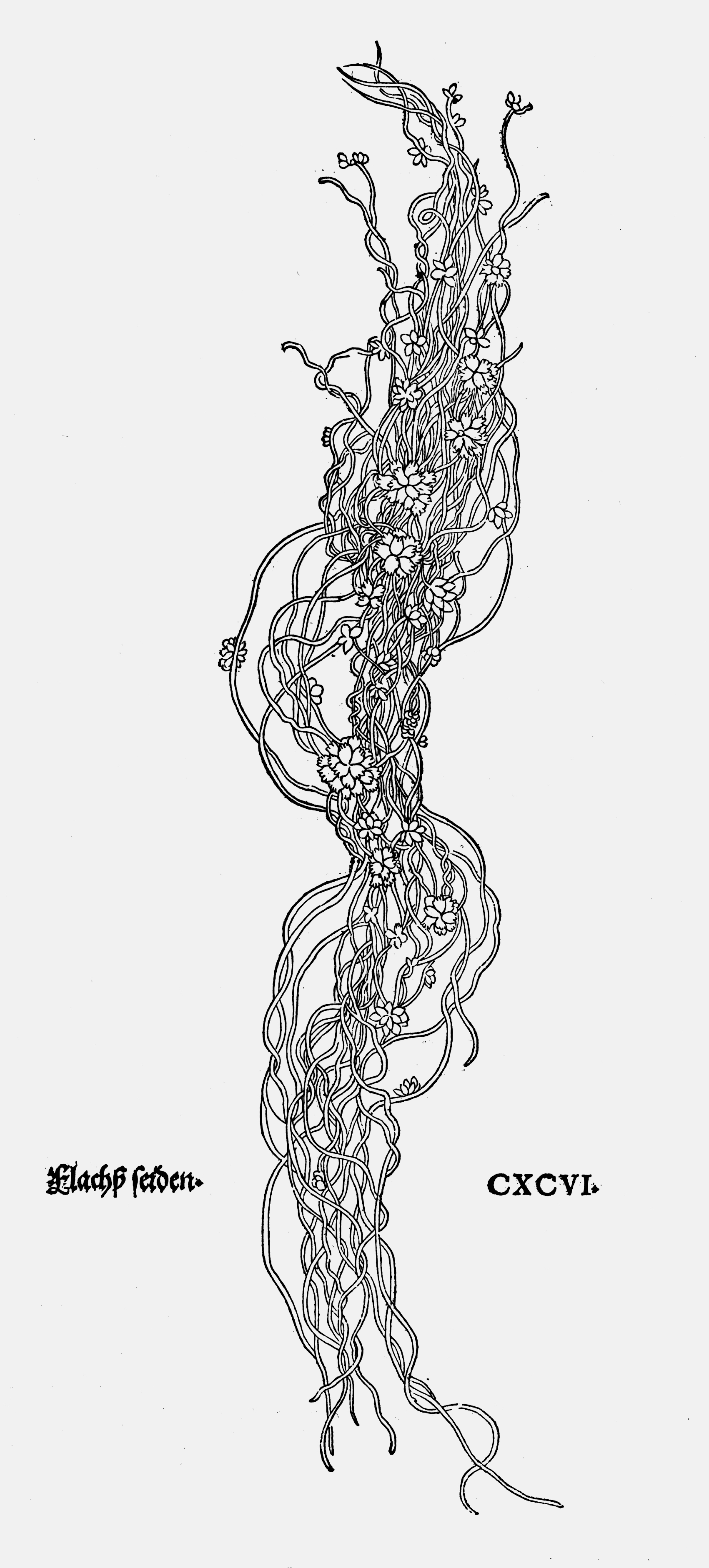
Leonhart Fuchs 1543
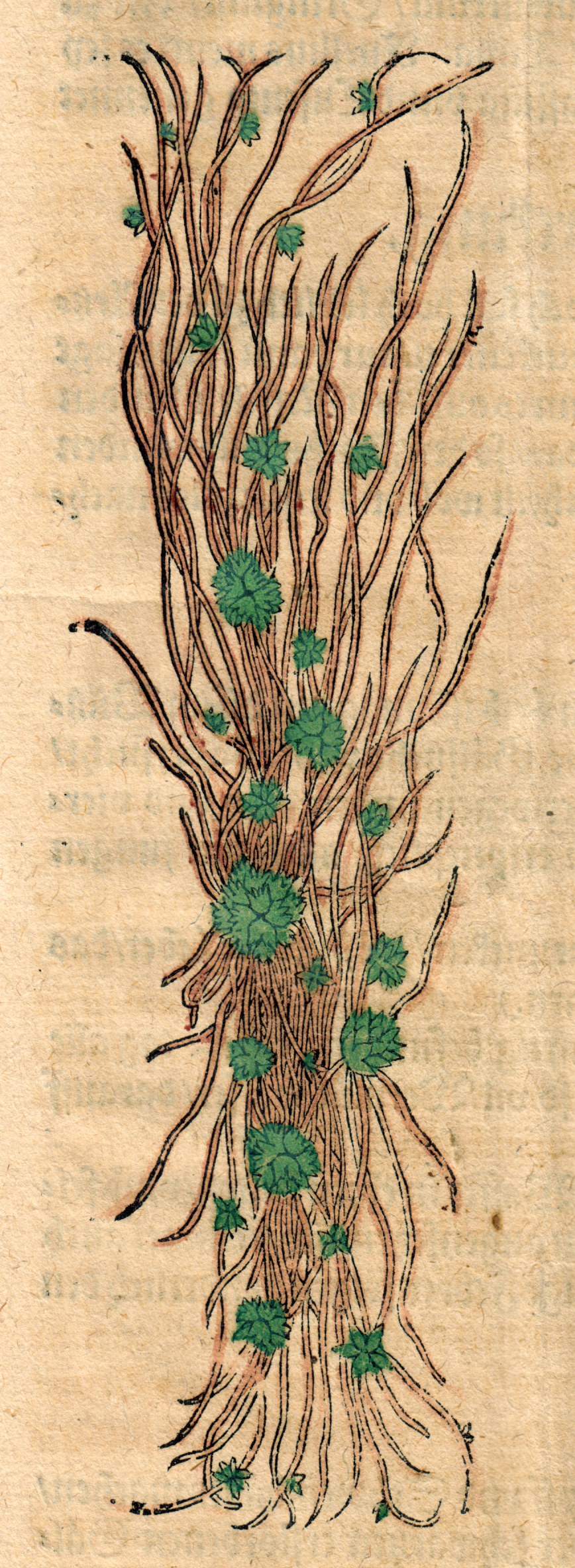
Hieronymus Bock 1546
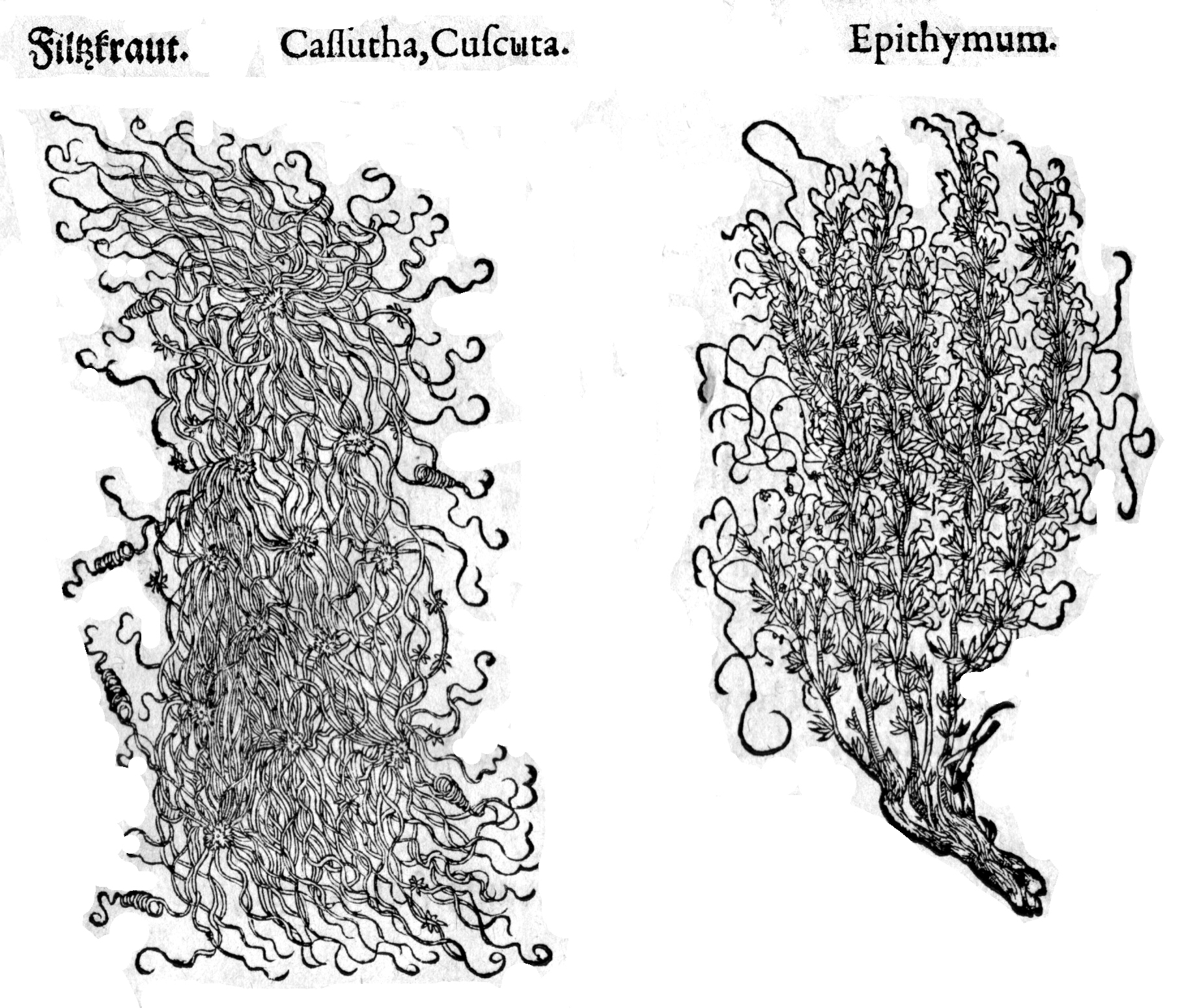
Mattioli / Handsch / Camerarius 1586